# Avira
Avira Operations GmbH & Co. KG. är ett tyskt företag som utvecklar antivirusprogram. Företaget kallades ursprungligen för H+BEDV Datentechnik GmbH.